# 게이한 전기 철도
게이한 전기 철도(일본어: 京阪電気鉄道)는 오사카부 · 교토부 · 시가현에 노선망을 가진 일본의 대규모 사철이며 약칭은 게이한이다. 본사 사무소는 오사카 부 오사카시 주오구 오사카 머천다이즈 마트 빌딩내에 있다.
게이한 전기 철도와, 그 자회사 75개 사 및 지분법 적용 관련 회사 3사로부터 구성되고 있는 게이한 그룹의 주력회사이다.

## 개요
세계 최초 · 일본 최초 · 간사이 최초 · 전쟁 후 최초 · 특허로 된 기술이나 서비스가 많고, 간사이에서는 철도 애호가로 이름을 알리게 하는 특징이 있는 사철이다.
슬로건은 '마음속으로 만들자'이다. 2008년 4월 15일까지의 게이한 그룹 공통 슬로건은 거리를 이어가는, 마음을 잇는 게이한 그룹(KEIHAN GROUP)이었다. 새 슬로건 도입과 동시에 TV 광고에서는 사운드 로고도 아울러 도입했다.
TV 광고로는 여기까지 전국적으로 지명도가 높은 탤런트를 기용해왔지만, 2000년 12월부터는 '게이한 타는 사람, 오케이한'을 캐치프레이즈로 각종 캠페인을 전개하고 있다.
오사카 증권거래소 제 1 부에 단독으로 상장하고 있었지만, 2006년 3월 22일에는 도쿄 증권거래소 제 1 부에도 상장했다. 또한, 같은 해 11월 13일에 개업 100주년을 맞이하는 2010년을 목표로 순수 지주회사로 이행하는 일이 발표되어(가칭: 게이한 홀딩스), 그 산하에 두게 될 운수업 · 부동산업 · 유통업 · 레저 스포츠업의 각 사업을 총괄하는 형태가 된다고 설명하고 있었지만, 경제 사정의 변화에 의해, 설립 예정으로 되어 있던 2010년 5월에 그 연도의 이행을 전망하는 일이 밝혀졌다.
2011년, JICA의 제3회 '협력준비조사(PPP 인프라사업)'에 대해, 사단법인 해외철도 기술협력협회와 주식회사 노무라 종합연구소와의 3자 공동으로, '베트남 하노이 5호선 정비사업 준비조사'에 대해서 응모제안해서 8월말에 본 계약을 체결하여, 일본 국외의 철도 프로젝트에 대해서 컨설턴팅 사업을 행하는 새 회사 '닛폰 컨설턴츠'로의 출자나, 중국 선양시의 복합개발 프로젝트에 도쿄건물과 참획하는 등, 사업의 일본 국외 전개를 시작하고 있다.
스룻토 KANSAI로 카드에 인자되는 부호는 KH이다.

## 역사
오사카와 교토의 구간에는 1876년, 요도강 우안(서측)에 관영 철도(현재의 JR 교토 선)가 깔렸지만 운임이 27엔으로 높아서 상행 12전 · 하행 10전의 요도강의 증기선이 화객수송의 주력이었다. 거기서 좌안(동측)의 교카이도를 따라 오사카와 교토를 연결하는 전기 철도를 건설하는 계획으로서, 도쿄의 시부사와 에이이치, 오카자키 구니스케 등의 실업가 그룹의 사설철도법에 의한 '게이한 철도'와, 노무라 산진이나 마쓰모토 주타로 등의 게이한신 지구의 재계인등의 궤도 조례에 의한 '기나이 전기 철도'의 건설계획이 같은 시기에 세워졌다. 양파는 경쟁의 원인인 낭비를 피하기 위해 대화의 끝에 두 계획을 일원화해 기나이 전기 철도 주식회사로서 설립하였다. 1903년 11월 9일 새로이 기나이 전기 철도로서 궤도 조례에 의한 노선 특허가 신청되었다. 그 후 1905년 8월 30일의 발기인회 · 설립위원회로 교토 - 오사카를 연결하는 철도라고 하여 '게이한 전기 철도 주식회사'로 사명이 변경되었고, 운수업만이 아닌 전력 공급사업과 관련 사업을 겸업하는 일이 결정되었다. 1906년 8월 25일에 궤도부설 특허가 나와, 게이한 전기 철도 주식회사가 설립되었다.
건설에 해당하는 용지매수와 노선의 실측을 개시한 것과 오사카 시의 행정지도(시영 먼로 주의)나 요도강을 따라 연약지반 · 용지매수의 지체 · 교토에서의 비와 호 수로 제방 상으로의 변경 등에 10개 장소에 대해 경로의 변경을 부득이 하게 되어 1908년 9월에 가까스로 전 노선의 청사진이 나왔고, 같은 해 10월부터 4공구로 분할된 건설 공사가 개시되었다. 그리고 1910년 3월에 궤도의 부설을 완료했다.
1910년 4월 15일에 최초의 노선으로 오사카 덴마바시- 교토 고조(현재의 기요미즈고조 역)구간이 개통되었다. 한신 전기 철도등과 같은 형태의 궤도 특허로 건설되었기 때문에 당초에는 병용 궤도나 급곡선이 많아, '게이한 전철 "커브"식 주식회사'라 야유받기도 하였으나, 그것을 극복하기 위해 다양한 기술개발이 이루어졌다. 또한 집객책(集客策)으로서 10월부터 12월까지는 고리엔에 있는 고리유엔지에서 기쿠닌교전(展)을 개최하였는데, 1912년부터는 히라카타 시에 접경한 1만m²의 용지를 매수(지금의 히라카타 파크)하여 10월 6일부터 11월 25일까지 기쿠닌교전이 개최되었다.
1911년 10월에는 모리쇼지 - 가리(현재의 가리엔)구간의 연선에 전등 전력 공급사업을 개시하였다. 이듬해인 1912년에는 셋쓰 전기를 매수하여 요도강 우안으로의 전력 공급사업을 손에 넣었고, 1921년 7월에는 와카야마 수력 전기를, 1926년 12월에는 히다카가와 수력 전기를 합병해 게이한 연선만이 아닌 와카야마 현의 전력공급량의 약 75%를 게이한이 공급하게 되었다.
1922년경부터 영업 지역을 시가현 비와호 주변으로 확대하기 위해서 게이신 전기 궤도와의 합병 교섭을 시작하지만, 게이신 전기 궤도의 일부 역원이 교토 덴토로의 합병을 희망하였다. 협상 결과, 게이신 전기 궤도는 교토 덴토로 매각되었고 궤도 부문은 게이한 전철이 합병하는 것으로 결정하되면서, 1925년 2월에 게이신 전기 궤도를 합병하였다. 계속해서 고난 기선으로부터 증자를 양도받아 1926년 7월에 고난 기선을 자회사화했다. 이것에 대항해서 오쓰 전기 철도·고난 철도·다이코 기선이 서로 합병하여 비와호 철도 기선을 설립한다. 그러나 이러한 다툼은 '쌍방으로 마이너스가 된다'라고 말한 고난 기선 사장의 중개에 의해 비와코 철도 기선과의 합병 교섭이 진행되어, 철도 부문의 오쓰 전기 궤도 부분을 게이한으로, 고난 철도 부분을 독립 회사인 요카이치 철도(후에 오미 철도로 합병)로서 독립하였다. 선박 부문은 고난 기선에 양도되어 (신) 다이코 기선(후의 비와코 기선)이 되었다. 이로써 비와 호를 자사의 영업 지역에 포함시켰다(게이한의 사사(社史)에서는 '호상제패'라고 표현하고 있다).
또한, 병행선을 타사에 의해서 부설하게 하는 것을 방지하는 기업방위에 의해 신케이한 철도(현재의 한큐 전철 교토 본선)의 건설이나 나라 전기 철도(나라덴, 후의 긴키 닛폰 철도 교토 선)·한와 전기 철도(현재의 JR 서일본 한와 선)에 관여하여, 마침내 와카야마(한와와 와카야마 궤도선)으로의 진출등에 적극적인 확장책을 폈다. 그러나 투자금이 제대로 회수되지 못한 쇼와 공황에 이르러, 채무처리를 위해 1930년 5월 와카야마 지구의 전력 공급부문과 궤도부문은 합동 전기 주식회사로 양도되고 같은해 9월 신케이한 철도를 합병하여 채무의 압축을 그리는 모양새가 되었다.
이 시기에는 절전에 대규모의 투자가 이루어졌다. 1932년 12월, 쇼자·모리구치·후시미 이 세 곳의 변전소에 대용량의 축전지를 설치하였다. 이 축전지는 심야전력을 충전하였다가 전력 사용 피크시에 방전하는 이른바 '피크컷용 축전지'였다. 이 투자에 당시 60만엔이 투입되었는데 전력 요금을 연간 20만엔 절약하였다. 1934년 무로토 태풍때에는 전력회사로부터의 송전이 회복되기 전에 일부구간에 열차가 운전되지 못하게 되었다. 이듬해인 1933년 4월에는 일본 최초의 컴파운드 모터에 의한 회생 제동이 탑재된 전동차 50형 4량이 게이신 선에 투입되었다.

## 노선
- 게이한 선
  - 게이한 본선: (요도야바시 - 산조)
  - 오토 선: (산조 - 데마치야나기)
  - 나카노시마 선: (나카노시마 - 덴마바시)
  - 가타노 선: (히라카타시 - 기사이치)
  - 우지 선: (주쇼지마 - 우지)
- 오쓰 선
  - 게이신 선: (미사사기 - 하마오쓰)
  - 이시야마사카모토 선: (이시야마데라 - 사카모토)
- 고사쿠 선
  - 고사쿠 선: (야와타시 - 오토코야마산조)